# Búcsúszimfónia
A fisz-moll szimfónia, Joseph Haydn 45. szimfóniája. Nem Haydntól viseli a Búcsúszimfónia címét.

## A mű keletkezésének története
A művet Haydn 1772-ben komponálta.  A zeneszerző ebben az időben Esterházy Miklós József hercegnél szolgált, mint udvari komponista. A család zenekarának tagjai  hosszú ideig távol voltak a családjuktól a vidéki birtokon, és Haydn ezen próbált meg segíteni valahogy. (Egyes források szerint a zenészek alacsony bére is közrejátszott a szinfónia létrejöttében) A szimfónia indulásakor még az egész zenekar játszik, ám a zenészek a mű előrehaladtával ott hagyják a színpadot, ezzel jelezve honvágyukat. A szimfóniát végül két hegedű fejezi be. A herceg állítólag értette az üzenetet, és hazaengedte a zenészeket a családjukhoz. 

## A mű
A mű egy akkoriban átlagosnak, ma már azonban kicsinek tekinthető zenekarra íródott. 
Hangszerelés:
- két oboa
- két kürt- (Az egyik C a másik pedig A  hangolású)
- egy fagott
- Vonósok- (Értsd: két hegedű, brácsa, cselló, nagybőgő)
- (csembaló)

## Tételek

### Allegro assai
Zenei ütem: 3/4-es; 209 ütem; fisz-moll

### Adagio
Zenei ütem: 3/8-as; 190 ütem; a-dúr

### Menuetto e trio allegretto
Zenei ütem: 3/4-es; 76 ütem; fisz-dúr

### Finale: Presto – Adagio
- Presto: Zenei ütem: 2/2-es (alla breve); 150 ütem; fisz-moll
- Adagio: Zenei ütem: 3/8-as; 107 ütem; a-dúr és fisz-dúr

## Weblapok, kották, irodalom
- Einspielungen und Informationen zur 45. Sinfonie Haydns vom Projekt „Haydn 100&7“ der Haydn-Festspiele Eisenstadt
- Wolfgang Marggraf: Die Sinfonien Joseph Haydns.  –  Sinfonie Nr. 45, fis-moll (Abschiedssinfonie) (a szöveg állapota: 2009)
- Thread zur Sinfonie Nr. 45 von Joseph Haydn.
- Joseph Haydn: Sinfonia No. 45 f-sharp minor. Philharmonia-Band Nr. 745, Bécs év nélkül. Sorozat: Howard Chandler Robbins Landon (szerk.): Kritische Ausgabe sämtlicher Sinfonien von Joseph Haydn.
- Joseph Haydn: Symphony No. 45 f-sharp minor (Farewell). Ernst Eulenburg-Verlag No. 486, London év nélkül, 79 o. (Taschenpartitur).
- Sinfonie Nr. 45 von Joseph Haydn: Noten und Audiodateien im International Music Score Library Project
- James Webster: Haydn's „Farewell“ Symphony and the idea of classical style, Cambridge 1991.
- Carl-Gabriel Stellan Mörner: Sinfonien 1767-1772. In: Joseph Haydn-Institut Köln (szerk.): Joseph Haydn Werke. Reihe I, Band 6. G. Henle-Verlag, München 1966, 153 o.